# The Incredible Melting Man
The Incredible Melting Man (Brasil: O Incrível Homem que Derreteu ) é um filme de terror e ficção científica trash produzido nos Estados Unidos, dirigido por William Sachs e lançado em 1977. Atualmente o filme tem status de cult e é considerado um clássico dos filmes B pelos fãs do gênero.